# Kirksanton
Kirksanton – osada w Anglii, w Kumbrii, w dystrykcie (unitary authority) Cumberland. Leży 81 km na południe od miasta Carlisle i 368 km na północny zachód od Londynu. Kirksanton jest wspomniana w Domesday Book (1086) jako Santacherche.